# ماتيو تيكسيي
ماتيو تيكسيي (بالفرنسية: Mathieu Texier)‏ (1 فبراير 1981 بنيور في فرنسا - ) هو لاعب كرة قدم فرنسي في مركز الوسط. لعب مع نادي لوزيناك ونادي نيور وFC Aurillac Arpajon Cantal Auvergne ‏ وSR Delémont ‏.

## وصلات خارجية
- ماتيو تيكسيي على موقع قاعدة بيانات كرة القدم.إي يو (الإنجليزية)